# Absolute Greatest
Absolute Greatest ist das im November 2009 erschienene sechste Kompilationsalbum der britischen Rockband Queen.

## Entstehung und Veröffentlichung
Die Erstveröffentlichung von Absolute Greatest erfolgte am 13. November 2009 bei den Musiklabels EMI Music und Parlophone. Das Album erschien in seiner Originalausführung als CD (Katalognummer: 6866422) und LP (Katalognummer: 6866441) mit 20 Titeln. Am selben Tag erschien eine „Special Edition“ mit dem Bonusalbum Absolute Narrative (Katalognummer: 6866432), mit Audiokommentaren von Brian May und Roger Taylor zu den Stücken des Albums.
Darüber hinaus erschien eine limitierte Edition inklusive eines 52-seitigen Buchs mit bis dahin unveröffentlichten Fotografien von Johnny Dewe Matthews, Memorabilia und handgeschriebenen Liedtexten, Audiokommentaren sowie einem exklusiven Zugang zum Online-Video-Stream von 20 Liveauftritten oder auch einem 3-LP-Box-Set, 16-seitigem Fotobuch und ebenfalls dem exklusiven Online-Zugang.
Der Video-Stream umfasst Ausschnitte aus folgenden Konzerten: London/Rainbow 1974, London/Earls Court 1977, Houston 1977, Paris 1979, Tokio 1979, London/Hammersmith Odeon 1979, Montreal 1981 (Queen Rock Montreal), Milton Keynes 1982 (Queen on Fire – Live at the Bowl), Rio de Janeiro 1985 (Rock in Rio), London/Wembley 1986 (Live at Wembley ’86), Budapest 1986.

## Inhalt
Das Album enthält – abgesehen von der Debüt-LP Queen und dem Soundtrack Flash Gordon – Stücke aus sämtlichen Studioalben, die die Gruppe in Originalbesetzung aufgenommen hat.
Die zwischen 1974 und 1995 veröffentlichten Singles hatten in den Charts mindestens Top-10-Platzierungen erreicht. Einzige Ausnahme ist Who Wants to Live Forever, das als höchste Platzierung Rang 24 in Großbritannien erzielte: Von diesem Stück ist auf Absolute Greatest nicht die vierminütige Singlefassung enthalten, sondern jene leicht gekürzte Albumversion, die bereits auf Greatest Hits II zu finden ist. A Kind of Magic ist somit das einzige Studioalbum, das auf Absolute Greatest mit mehr als zwei Stücken vertreten ist.
Das sechseinhalb Minuten lange Innuendo blieb hierfür unberücksichtigt, obwohl es – neben Bohemian Rhapsody und Under Pressure – eine von insgesamt drei Queen-Singles ist, die zu Lebzeiten Freddie Mercurys die Spitze der britischen Charts erreichten. Für Absolute Greatest ausgewählt wurden The Show Must Go On sowie These Are the Days of Our Lives, das lediglich als sogenannte „Doppel-A-Seite“ der 1991 zum zweiten Mal veröffentlichten Single Bohemian Rhapsody erschienen war.

## Titelliste
1. We Will Rock You (May, 1977) – 2:02
2. We Are the Champions (Mercury, 1977) – 3:01
3. Radio Ga Ga (Taylor, 1984) – 5:48
4. Another One Bites the Dust (Deacon, 1980) – 3:35
5. I Want It All (Queen [May], 1989) – 4:01 (Single-Version)
6. Crazy Little Thing Called Love (Mercury, 1979) – 2:44
7. A Kind of Magic (Taylor, 1986) – 4:25
8. Under Pressure (Queen/Bowie, 1981) – 4:03
9. One Vision (Queen, 1985) – 4:04 (Single-Version)
10. You’re My Best Friend (Deacon, 1975) – 2:51
11. Don’t Stop Me Now (Mercury, 1978) – 3:30
12. Killer Queen (Mercury, 1974) – 3:00
13. These Are the Days of Our Lives (Queen [Taylor], 1991) – 4:13
14. Who Wants to Live Forever (May, 1986) – 4:55 (gekürzte Album-Fassung)
15. Seven Seas of Rhye (Mercury, 1974) – 2:46
16. Heaven for Everyone (Taylor, 1995) – 4:43 (Single-Version)
17. Somebody to Love (Mercury, 1976) – 4:55
18. I Want to Break Free (Deacon, 1984) – 4:19 (Single-Version)
19. The Show Must Go On (Queen, 1991) – 4:32
20. Bohemian Rhapsody (Mercury, 1975) – 5:56

## Rezeption
AllMusic resümierte in seiner Besprechung aus US-amerikanischer Perspektive folgendermaßen: „And, overall, it’s a nicely balanced collection of 20 highlights, delivering all the usual suspects […] plus good latter-day hits, making it a solid overview but not a definitive one.“
Die österreichische Tageszeitung Kurier vergab die Höchstwertung von fünf Punkten und schrieb über das Album: „Nach drei Greatest-Hits-Teilen das Best-of-best-of: 20 Schlager für die Ewigkeit von einer Band, die sich vom Prog über die große, schwule Operette bis zum Pop entwickelt hat. Gute Einstiegsdroge.“
Die britische Zeitschrift Q fasste zusammen:
„Oddly selected, but still winning compilation.“ Sie thematisierte das Fehlen einiger Songs – „no sign of the Number 1 Innuendo“ – und ging auf Taylors und Mays „entertaining track-by-track summary“ näher ein. Am Ende heißt es: „Ad hoc it may be, but this varied, often inspired collection makes a mostly unarguable case for this band of four songwriters.“

## Kommerzieller Erfolg

### Chartplatzierungen
Absolute Greatest avancierte zum Top-10-Erfolg im Vereinigten Königreich (Rang 3), Portugal (Rang 4), Schweden (Rang 5), Dänemark, Neuseeland und Norwegen (je Rang 6) oder auch Österreich (Rang 10).
| ChartsChartplatzierungen       | Höchstplatzierung | Wochen |
| ------------------------------ | ----------------- | ------ |
| Deutschland (GfK)              | 23 (30 Wo.)       | 30     |
| Österreich (Ö3)                | 10 (20 Wo.)       | 20     |
| Schweiz (IFPI)                 | 15 (27 Wo.)       | 27     |
| Vereinigte Staaten (Billboard) | 195 (1 Wo.)       | 1      |
| Vereinigtes Königreich (OCC)   | 3 (39 Wo.)        | 39     |

| ChartsJahrescharts (2009)    | Platzierung |
| ---------------------------- | ----------- |
| Vereinigtes Königreich (OCC) | 17          |

### Auszeichnungen für Musikverkäufe
Das Album verkaufte sich laut Schallplattenauszeichnungen über eine Million Mal. es verkaufte sich alleine im Vereinigten Königreich über 600.000 Mal, wofür es eine doppelte Platin-Schallplatte verliehen bekam.
| Land/Region                  | Auszeichnungen für Musikverkäufe (Land/Region, Auszeichnung, Verkäufe) | Verkäufe  |
| ---------------------------- | ---------------------------------------------------------------------- | --------- |
| Australien (ARIA)            | Gold                                                                   | 35.000    |
| Dänemark (IFPI)              | Gold                                                                   | (15.000)  |
| Europa (IFPI)                | Platin                                                                 | 1.000.000 |
| Frankreich (SNEP)            | Gold                                                                   | (50.000)  |
| Irland (IRMA)                | Platin                                                                 | (15.000)  |
| Italien (FIMI)               | Gold                                                                   | (35.000)  |
| Neuseeland (RMNZ)            | Platin                                                                 | 15.000    |
| Polen (ZPAV)                 | Gold                                                                   | (10.000)  |
| Portugal (AFP)               | Gold                                                                   | (10.000)  |
| Ungarn (MAHASZ)              | Platin                                                                 | (6.000)   |
| Vereinigtes Königreich (BPI) | 2× Platin                                                              | (600.000) |
| Insgesamt                    | 6× Gold · 6× Platin ·                                                  | 1.050.000 |

Hauptartikel: Queen (Band)/Auszeichnungen für Musikverkäufe